# Janina Wellers
Janina Martina Wellers (nach Heirat Wellers-Wodny) (* 11. September 1988 in Georgsmarienhütte) ist eine ehemalige deutsche Basketballspielerin.

## Laufbahn
Wellers gelang beim Osnabrücker SC der Sprung in den Damenbereich, sie spielte für den OSC in der 2. Bundesliga. Im Juli 2006 nahm sie an der U18-Europameisterschaft auf Teneriffa teil und kam im Turnierverlauf für die deutsche Auswahl auf 6,0 Punkte je Begegnung.
2008 wechselte die 1,80 Meter messende Flügelspielerin zum TV Saarlouis in die 1. Damen-Basketball-Bundesliga. Sie gewann mit den Saarländerinnen 2009 und 2010 jeweils die deutsche Meisterschaft und den Pokalwettbewerb, sie sammelte neben den Einsätzen in der Bundesliga auch Erfahrung im Europapokal. 2011 ging sie nach Osnabrück zurück und spielte wieder für den OSC sowie zwischenzeitlich beim Zweitligisten TSV Quakenbrück. Nach dem Bundesliga-Abstieg mit Osnabrück 2014 stieg sie mit dem Verein in der Saison 2014/15 wieder in die höchste deutsche Spielklasse auf und im Frühjahr 2016 erneut ab. Mitte Januar 2017 wechselte sie innerhalb der zweiten Liga zum Osnabrücker TB. Dort spielte Wellers bis zum Saisonende 2016/17. Später spielte sie in der Oberliga für die ACT Kassel und in der 2. Regionalliga für den Hamburger Verein SC Alstertal-Langenhorn.
Wellers arbeitete von 2016 bis 2018 bei der Sportvermarktungsagentur Infront. Dann war sie als Leistungssportreferentin Wasserball beim Deutschen Schwimm-Verband (DSV) tätig. Beim DSV war sie von 2018 bis 2023 beschäftigt, anschließend trat sie in Hamburg eine Stelle bei der Stiftung Innovation in der Hochschullehre an.